# Хасан I
Хассан I (1836 — 7 июня 1894) — султан Марокко из династии Алауитов. Правил в 1873—1894 годах. Был старшим сыном султана Мухаммеда IV.

## Биография
Мулай Хасан был провозглашен султаном Марокко после смерти своего отца Мухаммеда IV в 1873 году. Его первым действием стало подавление бунта в столице Фес. Новый султан обязался продолжать модернизацию и реформирование политики своего дяди.
Мулай Хасан стал одним из самых успешных султанов Марокко. В то время как многие страны Африки попали под контроль европейских государств, он усиливал махзен, проводя военные и административные реформы, направленные на укрепление режима в пределах своей собственной территории. Кроме того, Хассан поощрял развитие торговли с Европой и модернизацию экономики страны, в частности строительство первых марокканских железных дорог.
Особенно хорошо известно путешествие Хассана І, которое он предпринял в 1893 году, отправившись из Феса (выезд 29 июня) в Марракеш, проходя через Тафилальт, песчаные дюны Эрг Чабби, долину Дадес с величественными ущельями Toдра, Уарзазат, Касба Аит Bенхадоу, высокий проход вдоль Tелоует, перевал Tичка (2260 м) в верхних Атласских горах, Гуелимим порт из Западной Сахары. 
Путешествие заняло шесть месяцев и способствовало воссоединению и умиротворению племён нескольких регионов. Пушка Круппа, которую он подарил по этому случаю каиду из Телуэ (член ныне известной семьи Глауа), все еще выставлена в центре Уарзазат.
В 1881 году он основал Tизнит.
9 июня 1894 года Мавлай Хасан I скончался от болезни близ Вади аль-Убайда в регионе Тадла. Поскольку армия все еще находилась на вражеской территории, его камергер и великий вазир Ахмад ибн Муса сохранил смерть в тайне, приказав министрам не разглашать эту новость. Тело султана было перевезено в Рабате и похоронено там, в куббе рядом с Дар аль-Махзеном, где также находится могила его предка Сиди Мухаммеда III. Мавлаю Хасану наследовал его сын Абд аль-Азиз, которому на тот момент было тринадцать лет, и правил он под регентством бывшего великого вазира своего отца, Ахмада ибн Мусы, до своей смерти от сердечной недостаточности в 1900 году.

## Награды
Большой крест ордена Башни и Меча — 1882